# رابی او فی
رابی او فی (زاده Ruby Moonstone Camilla Willow Fee؛ ۷ فوریه ۱۹۹۶؛ سن خوزه، کاستاریکا)، یک هنرپیشه آلمانی است.

## حرفه
در سال ۲۰۱۰، او با بازی در نقش سوفی کلرمن در مجموعه تلویزیونی Allein gegen die Zeit شناخته شد. او همچنین دوباره برای فصل دوم این سریال که در سال ۲۰۱۰/۲۰۱۱ فیلمبرداری شد، استخدام شد. در اولین فیلم بلند خود به نام (رحم)(۲۰۱۰) او در نقش نوجوان «ربکا» (با بازی اوا گرین در بزرگسالی) بازی کرد. در فیلم سینمایی Dandelion – The Cinematic Adventure که در تابستان ۲۰۱۰ فیلمبرداری شد و در مه ۲۰۱۱ اکران شد، او همچنین نقش اصلی «لیلا» را دریافت کرد.
در تابستان ۲۰۱۲ فیلمبرداری فیلم اقتباسی از کتاب کودکان و نوجوانان برادران سیاه به همراه موریتز بلیبترو انجام شد که در آن فیلم روبی او فی نقش «آنجلتا» را بر عهده گرفت. او سپس در فیلم تلویزیونی Lotta & the Happy Future بازی کرد که در آن نقش دختری بیمار را بازی کرد که دل درد دارد. او برای ایفا نقش «سارا» در Tatortepisode ، مورد تحسین‌های زیادی دریافت کرد. وی در تابستان ۲۰۱۳ برای فیلم بی بی و تینا ساخته دتلف باک در نقش «سوفیا فون گلنبرگ» جلوی دوربین رفت.
در سال ۲۰۱۵ او یکی از نقش‌های اصلی فیلم آندریاس درسن Als wir träumten بر اساس رمانی به همین نام اثر کلمنس مایر را بازی کرد. در سال ۲۰۱۶ او نقش اصلی زن را در فیلم تاریخی دو قسمتی The Secret of the Midwife (D/CZ) بازی کرد. او در تریلر روان‌شناختی آلمانی Zazy ساخته ماتیاس ایکس اوبرگ در سال ۲۰۱۶ نقش اصلی زن را بازی کرد. وی در فیلم اکشن Polar محصول ۲۰۱۹ آمریکا و آلمان، نقش مکمل را در کنار مدز میکلسن بازی کرد. در لیندنبرگ! Mach dein Ding (2020) او نقش «پائولا از سانکت پائولی» را بازی می‌کند که در آهنگ Alles Klar auf der Andrea Doria اثر اودو لیندنبرگ ماندگار شد.

## زندگی شخصی
روبی او فی در کودکی با مادر آلمانی و ناپدری فرانسوی خود در برزیل زندگی کرد و در سال ۲۰۰۸ به همراه خانواده به برلین نقل مکان کرد.
فی از سال ۲۰۱۹ با بازیگر ماتیاس شویگوفر رابطه داشته‌است.

## فیلم‌شناسی (انتخابی)
- ۲۰۱۰: رحم
- 2010–2012: Allein gegen die Zeit (مجموعه تلویزیونی، ۲۶ قسمت)
- 2011: Dandelion – The Cinema Adventure
- 2013: Lotta & the Happy Future (مجموعه فیلم)
- 2013: Letzte Spur Berlin – Ewige Dunkelheit (مجموعه تلویزیونی)
- ۲۰۱۳: برادران سیاه
- ۲۰۱۳: تاتورت – تولدت مبارک، سارا (فیلم تلویزیونی)
- مرده (۲۰۱۳)
- ۲۰۱۴: بی بی و تینا
- 2014: Kein Entkommen (فیلم تلویزیونی)
- ۲۰۱۴: بی بی و تینا: کاملاً جادو شده!
- ۲۰۱۵: وقتی خواب دیدیم
- ۲۰۱۵: شکارچیان ارواح – در مسیر یخی
- ۲۰۱۶: راکابیلی مرثیه
- 2016: Tatort – Kartenhaus (فیلم تلویزیونی)
- ۲۰۱۶: راز ماما (فیلم تلویزیونی)
- ۲۰۱۶: آخرین دور شکسپیر (فیلم تلویزیونی)
- ۲۰۱۶: زازی
- ۲۰۱۶: تغییر طرف
- ۲۰۱۶: دیوانه فیکسی
- 2016: Prinz Himmelblau und Fee Lupine (فیلم تلویزیونی)
- 2017: Die Ketzerbraut (فیلم تلویزیونی)
- ۲۰۱۷: راه سخت: موزیکال اکشن (فیلم کوتاه)
- 2017: SCHULD nach Ferdinand von Schirach – Anatomie (مجموعه تلویزیونی)
- ۲۰۱۷: نامرئی‌ها - ما می‌خواهیم زندگی کنیم
- 2018: Tatort – Der kalte Fritte (فیلم تلویزیونی)
- ۲۰۱۸: پنج دوست و دره دایناسورها
- ۲۰۱۸: روزاموند پیلچر: پرستار بچه به شدت تحت تعقیب (سریال تلویزیونی)
- 2018: Der Alte – In voller Absicht (مجموعه تلویزیونی)
- ۲۰۱۹: قطبی
- ۲۰۱۹: عزیزان
- ۲۰۱۹: قتل در شمال: خانواده شفابخش (مجموعه تلویزیونی)
- ۲۰۱۹: رنگ شما
- ۲۰۲۰: لیندنبرگ! به کارت برس
- 2020: SOKO Leipzig – The Trap (مجموعه تلویزیونی)
- ۲۰۲۰: آسفالت سوزی
- ۲۰۲۱: ارتش دزدان

## جوایز
- ۲۰۱۴: مشتری در رده بهترین بازیگر زن تلویزیون آلمان برای Tatort: تولدت مبارک، سارا
- ۲۰۱۴: گنجشک طلایی در رده بهترین بازیگر مرد برای The Black Brothers
- 2014: Günter-Strack-Fernsehpreis برای Tatort: تولدت مبارک، سارا
- ۲۰۱۶: جایزه فیلم Immenhof 2015 در بخش بهترین بازیگر زن